# Bonita Springs
Bonita Springs è un comune degli Stati Uniti d'America, situato in Florida, nella contea di Lee.